# Украинцы в Грузии
Украинцы в Грузии (укр. Українці в Грузії) — одна из этнических общин на территории Грузии.
Согласно последним данным переписи населения, проведенной в октябре 2014, численность этнических украинцев достигает 6 тыс. человек, более половины из которых (3,2 тыс.) проживает в Тбилиси.
По данным переписи населения 1989 года, в Грузии проживало 52,4 тыс. украинцев. После 1991 года наблюдался отток украинцев, что связывалось, в первую очередь, сложной социально-политической ситуацией в Грузии в течение 90-х годов XX века.
Все вопросы, связанные с защитой прав украинской общины и обеспечением ее этнокультурных, языковых и других потребностей регулируются ст. 9 Договора о дружбе, сотрудничестве и взаимопомощи между Украиной и Грузией от 1993 года.

## История украинской диаспоры
Древняя летопись свидетельствует, что знакомство украинского и грузинского народов состоялось еще в X-XI веках. Во взаимном интересе и сближении двух народов большую роль сыграли политические, военные, религиозные и другие факторы. Появление первых украинцев, которые поселились в Грузии, относится ко второй половине XVIII века, когда русская императрица Екатерина II ликвидировала непокорную Запорожскую Сечь. Тогда многие казаки были вынуждены бежать на Юг, а часть из них оказалась в Грузии. Во второй половине XIX века в Грузии произошли события, которые привели к появлению свободных земель, в частности, в Абхазии. Вследствие их заселения там появились украинские, российские, армянские, греческие и другие села.
По данным первой всеобщей переписи населения Российской империи 1897 года, на территории Грузии проживало около 8500 украинцев, среди которых 64 % проживало в городах, а 36 % — в сельской местности. Приток украинского населения в Грузию не прекращался и продолжалось переселение украинцев различных слоев, в том числе интеллигенции. С середины XIX века в Тбилиси существовала небольшая украинская колония. В 1917 году там состоялся Украинский Военный съезд, на котором был создан Украинский Военный Совет Закавказья и Украинская Рада в городе Тбилиси.
Несмотря на отсутствие официальных связей, Украинская держава поддерживала активные отношения с Грузинской демократической республикой. Четвертого июля 1918 премьер-министр Грузии Ноэ Жордания обратился к министру иностранных дел Украинской державы Дмитрию Дорошенко с письмом, в котором назначил полномочных представителей Грузинской демократической республики на Украине. Дипломатическое представительство Грузии начало работать в Киеве в начале сентября 1918 года. В результате украинские чиновники, вместе с грузинскими, в течение сентября-декабря 1918 совместно разрабатывали украинско-грузинское межгосударственное соглашение в торгово-экономической и политической областях.
Консульское представительство Украины в Грузии было создано в соответствии с законом «Об учреждении генеральных консульств и консульских агентств за рубежом» от 4 июля 1918 года. Дальнейшему развитию дипломатических отношений между Украиной и Грузией помешало наступление большевиков против обоих государств.
С 1926 года начинается новый, более насыщенный этап переселения украинцев в Грузию, который охватил годы довоенных пятилеток. Этому способствовали высокие темпы развития хозяйства, промышленности, расширение сетей курортных учреждений и привлечения значительного количества квалифицированных специалистов из Украины.

## Демографическая статистика
Динамика численности этнических украинцев в Грузии по данным переписей населения:
| Национальность | 1989      | %       | 2002      | %       | 2014      | %       |
| -------------- | --------- | ------- | --------- | ------- | --------- | ------- |
| Всего          | 5 400 841 | 100,00% | 4 371 535 | 100,00% | 3 713 804 | 100,00% |
| Украинцы       | 52 443    | 0,97%   | 7 039     | 0,16%   | 6 034     | 0,16%   |

Украинцы Грузии, как правило, владеют грузинским языком и участвуют в общественной жизни страны. По данным опросов, более половины украинцев Грузии (53,4 процента) считает украинский язык своим родным, в том числе в Аджарии — 55,3%, Тбилиси — 42,6%, Кутаиси — 49,3%.
Подавляющее большинство представителей украинской диаспоры не имеет компактных мест проживания и равномерно живет по всей территории страны.
В то же время, в селе Бакуриани Боржомского района, а также в селах Ахалцихского района заметную часть местного населения составляют граждане Грузии украинского происхождения. Жители указанных населенных пунктов относятся к семьям Мартыненко, Пащенко, Бандура, Гавва, Шевченко, Устименко, Романенко и являются потомками переселенных в 1853 году в Боржоми 200 украинских семей с Полтавщины и Черниговщины.

## Украинское образование и культура в Грузии
Значительный вклад в развитие украинства в Грузии вносят украинская школа им. И. Котляревского (г. Батуми, преподаватель Н.Мирошниченко), украинская воскресная школа им. Т.Шевченко (г. Поти), также открыта 5 ноября 2011 г. при Ассоциации украинцев — жителей Грузии (г. Тбилиси, преподаватель М.Канкава) субботняя школа по изучению украинского языка и курсы по изучению украинского языка, действующих при Посольстве Украины в Грузии.
Главная цель школ — способствовать развитию украинства на территории Грузии путем популяризации родного языка, истории, культуры, искусства, народных традиций и обычаев среди детей украинской диаспоры, воспитание грузинской молодежи в духе украинского-грузинской дружбы. В течение 2010—2013 годов Посольство для их нужд передало около двух тысяч экземпляров художественной и учебной литературы, а также предметы украинской символики и оргтехнику. В частности, необходимыми учебниками была в полной мере обеспечена вновь субботняя школа при Ассоциации украинцев — жителей Грузии.
С 2007 года при Тбилисском государственном университете им. И.Джавахишвили работает Институт украинистики. На сегодня специальность «Украинский язык и литература» можно получить на отделении украинского языка и литературы кафедры славянских языков Сухумского государственного университета (г. Тбилиси).
В октябре 2014 года Посольством было оказано содействие для начала изучения украинского языка в Кавказском международном университете, где был создан Центр изучения Украины.
В рамках Государственной программы сотрудничества с зарубежными украинцами в течение 2006—2014 годов около 174 грузинских юношей и девушек — этнических украинцев — были направлены на бесплатное обучение в высшие учебные заведения Украины.

Дипломатическая миссия вместе с украинскими общинами регулярно проводит торжественные мероприятия, посвященные государственным и народным праздникам Украины и Грузии, памятным датам выдающихся украинских и грузинских деятелей культуры, искусства, спорта, науки. По-особенному в Грузии празднуют День Независимости Украины. Доброй традицией стало также проведение Шевченковских дней, дней Леси Украинки, поддерживаются действенные контакты с руководителями украинских объединений с целью обсуждения актуальных для украинского общества вопросов и реализация совместных проектов.
2 марта 2007 года официально открыт памятник украинскому поэту и мыслителю Тарасу Шевченко. В открытии приняли участие Президент Украины Виктор Ющенко, который находился с официальным визитом в Грузии и Президент Грузии Михаил Саакашвили. Главы государств заложили в фундамент памятника капсулу с землей из села Моринцы Черкасской области, где родился Тарас Шевченко.
Памятник, привезенный с родины поэта, был установлен в парке на Проспекте Петра Меликишвили. Монумент изображает сидящего на большом камне Шевченко с серьезной думой на лице. Размеры и расположение памятника продуманы так, что подходящий к нему человек ощущает взгляд писателя, устремленный на него сверху вниз.
28 ноября 2017 г. открыт памятник Лесе Украинке в городе Телави, где выдающаяся украинская поэтесса жила в 1909—1910 годах и создала такие произведения как «Каменный хозяин» и «Руфин и Присцилла». 
Памятник является авторским произведением украинских скульпторов О. Ю. Рубана, В. Р. Липовки и архитектора В. П. Скульского.

## Украинские организации в Грузии
На территории Грузии работает двенадцать украинских общественных организаций, которые проводят работу, направленную на удовлетворение языковых, культурных, образовательных и других потребностей украинских соотечественников. Большинство организаций функционируют в городах Тбилиси, Батуми, Поти, Рустави, Кутаиси.
Среди наиболее активных и стабильных организаций украинцев в Грузии следует выделить следующие:
- Ассоциация украинцев - жителей Грузии (г. Тбилиси, руководитель М.Борис), которая является одним из крупнейших общественных объединений украинцев и насчитывает до двух тысяч членов. С 1995 года при Ассоциации действует культурно-образовательный центр, в рамках которого работают библиотека, детская художественная студия, хореографический, вокальный, музыкальный, вокально-инструментальный кружки, а также созданы вокальный ансамбль «Солнышко», хореографический ансамбль "Червона калина", молодежный хор «Юность».
- В западной части Грузии активно действуют грузино-украинские культурно-просветительские организации «Единство» (г. Батуми, руководитель Н. Мирошниченко) и «Золотое Руно» (г. Поти, руководитель В.Джамбурия).
- В промышленном городе Рустави работает Ассоциация Украинских Квемо-Картли имени Леси Украинки (руководитель Т. Чорголашвили), при которой успешно выступает уже более десяти лет ансамбль «Бархатцы». В 2005 и 2011 годах он принимал участие в ежегодном международном фестивале, который традиционно проходит на родине Леси Украинки в г. Новоград-Волынский.

## Известные украинцы в Грузии
Грушевский, Михаил Сергеевич — украинский историк, общественный и политический деятель, академик ВУАН и АН СССР, в 1880—1886 годах жил в Грузии и учился в Тифлисской гимназии.
Леся Украинка — деятель украинской культуры, поэтесса, писательница, переводчик. Жила в Тбилиси, последние годы жизни провела в грузинском городе Сурами.